# Greenslade
Greenslade é uma banda inglesa de rock progressivo. Ela foi formada originalmente no outono de 1972 (fazendo a sua estreia ao vivo no Zoom Club de Frankfurt em novembro) com a seguinte formação:
- Dave Greenslade - teclado e vocais (nascido em 18 de janeiro de 1943, Woking, Surrey)
- Tony Reeves - baixista (nascido Anthony Reeves, 18 de abril de 1943, Lee Green, Sudeste de Londres)
- Dave Lawson – teclados e vocais (nascido David Lawson, 25 de abril de 1945, Hampshire)
- Andrew McCulloch - bateria (nascido em 19 de novembro de 1945, Bournemouth, Dorset)

Parceiros musicais de longo tempo, com uma origem comum no jazz, Greenslade e Reeves foram membros originais do Colosseum. Lawson foi anteriormente um membro do Alan Bown Set, Web e Samurai, enquanto que McCulloch foi brevemente um membro do King Crimson, tocando bateria no terceiro álbum da banda, Lizard (1970), e Fields, a banda formada pelo ex-tecladista do Rare Bird, Graham Field.
Dave Clempson (ex-Humble Pie e Colosseum) atuou como convidado no terceiro álbum do Greenslade, tocando guitarra em duas faixas. Reeves deixou a banda naquela época e foi substituído na turnê estadunidense posterior e no quarto álbum, Time And Tide, por Martin Briley, que também tocava guitarra.
O Greenslade anunciou o final de suas atividades em 1976. Após isso, Dave Greenslade gravou o seu álbum de estreia solo, Cactus Choir, e no final de 1976 e começo de 1977 ele criou e estabeleceu a formação de uma nova banda com o ex-frontman da Manfred Mann's Earth Band Mick Rogers. Inicialmente a “cozinha” da banda consistia de Dave Markee e Simon Phillips, mas eles foram substituídos por Tony Reeves (que havia nesse meio-tempo juntado-se a última formação do Curved Air) e Jon Hiseman (que simultaneamente liderava o seu próprio Colosseum II) para os shows de 1977.
Em 2000, Greenslade e Reeves, após considerarem uma reunião com a formação original completa, juntaram-se ao baterista John Trotter e ao tecladista e vocalista John Young e gravaram um novo álbum de estúdio do Greenslade: Large Afternoon. Ele foi seguido de uma turnê, que teve seus shows gravados e um álbum posteriormente lançado em 2002 sob o título de Greenslade 2001 - Live: The Full Edition.

## Discografia
- 1972: Greenslade
- 1973: Bedside Manners Are Extra
- 1974: Spyglass Guest - Reino Unido #34[1]
- 1975: Time and Tide
- 1997: Shades of Green (1972-75)
- 2000: Live (recorded in 1973-75)
- 2000: Large Afternoon
- 2002: Greenslade 2001 - Live The Full Edition